# Bulevar 27 de Febrero
El Bulevar 27 de Febrero es una importante avenida de la zona sur de la ciudad de Rosario, provincia de Santa Fe, Argentina. Corre de este a oeste paralela a Av. Pellegrini, separada de ésta por nueve cuadras hacia el sur.
Nació como parte de la planificación inicial de la ciudad con el nombre Boulevard Rosarino y en 1905, mediante la Ordenanza 3 de dicho año, se cambió el nombre al actual, en conmemoración de la fecha de la creación de la Bandera Argentina por Manuel Belgrano, el 27 de febrero de 1812, a la vera del río Paraná.